# Caseta del Pare Pere

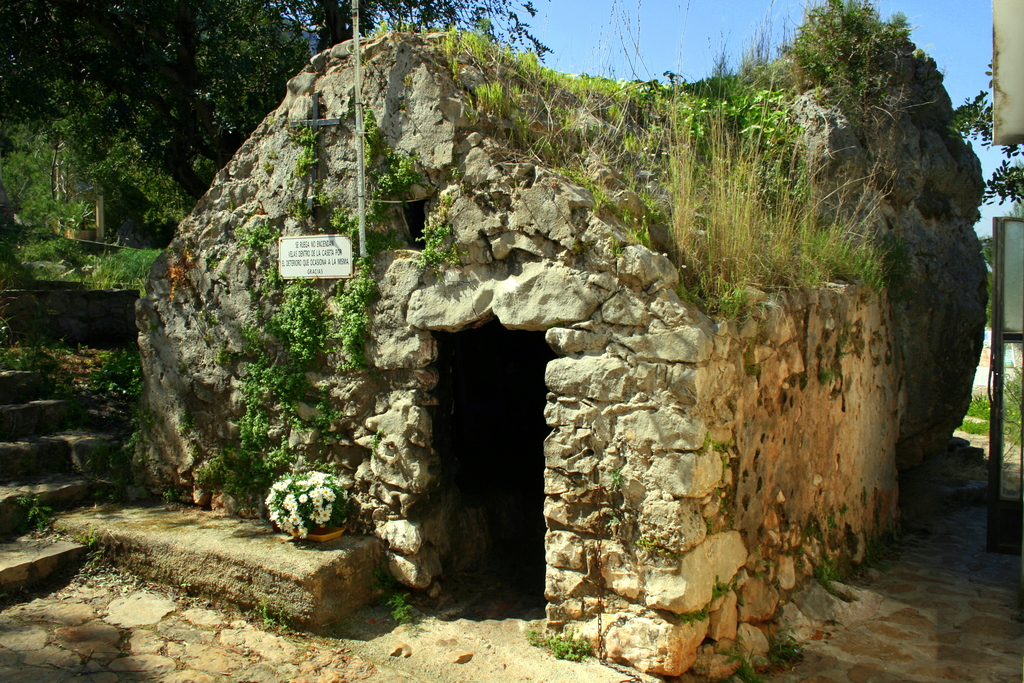
Caseta del Pare Pere.

Construida en el siglo XVII, es una casita de piedra situada junto a la Ermita del mismo nombre, a las faldas del Montgó (en Denia, Alicante) que fue utilizada por Fray Pedro Esteve durante sus retiros para la oración y la meditación.
- Datos: Q5756088